# Pulgŭnbyŏl
Pulgŭnbyŏl (kor. 붉은별역, pol. Czerwona Gwiazda) –  stacja początkowa linii Ch'ŏllima, systemu metra znajdującego się w stolicy Korei Północnej, Pjongjangu. Otwarta 6 września 1973 roku.